# 교복은 불편해
〈교복은 불편해〉 (制服が邪魔をする 세이후쿠가 자마오 스루[*]→교복이 방해해)는 일본의 걸 그룹 AKB48의 네 번째 싱글이자 두 번째 메이저 싱글이다. 2007년 1월 31일 데프스타 레코드를 통해 발매됐다. 캐치카피는 "아빠 죄송해요···"이다.이게 뭐죠?
발매 당일에, 타이틀곡과 밀접한 관련이 있는 시부야의 파크오 분카무라도리 제1주차장에서, 오후 4시 30분부터 팀A, 팀K로부터 선발된 14명의 멤버가 사전 고지 없이 게릴라 스트리트 라이브를 하였고, 이어서 오후 7시 30분부터 타워 레코드 시부야점 지하 1층의 STAGE ONE에서 미니라이브를 열었다.
노래는 메이저 데뷔 이후 첫 주간 차트 10위권을 기록했으며, TV 아사히 계열 《삼죽천구》 닫는 곡에 사용됐다. 뮤직비디오는 스나가 히데아키가 감독을 맡았다. 옥외 찰영에서 드라마 장면은 시부야 센터 거리 등 시부야 각각의 장소, 가창하는 장면은 사이타마 현의 하타 터널에서 촬영됐다. 나오코의 장소는 그 중에 발매된 이타노 토모미의 솔로 싱글곡 〈10년 후의 그대에게〉의 촬영지이기도 하다.
수록곡 중 〈교복은 불편해〉는 대한민국에서 불건전한 교제 알선을 이유로, 청소년 보호법상 청소년 유해 매체물로 고시되어 있어, 성인인증을 거친 사람에게만 제공이 가능하다.

## 수록곡
| #            | 제목                                | 재생 시간 |
| ------------ | ----------------------------------- | --------- |
| 1.           | 〈制服が邪魔をする→교복은 불편해〉  | 4:45      |
| 2.           | 〈Virgin love〉                     | 4:12      |
| 3.           | 〈制服が邪魔をする〉 (Instrumental) | 4:45      |
| 4.           | 〈Virgin love〉 (Instrumental)      | 4:12      |
| 총 재생 시간 | 총 재생 시간                        | 17:54     |

| #  | 제목                                                            | 재생 시간 |
| -- | --------------------------------------------------------------- | --------- |
| 1. | 〈制服が邪魔をする〉                                            |           |
| 2. | 〈making of「制服が邪魔をする」→메이킹 오브 〈교복은 불편해〉〉 |           |

## 선발 멤버
교복은 불편해
- 아키모토 사야카, 이타노 토모미, 오오시마 마이, 오오시마 유코, 오노 에레나, 카사이 토모미, 코지마 하루나, 시노다 마리코, 다카하시 미나미, 나카니시 리나, 마에다 아츠코, 마스다 유카, 미네기시 미나미, 미야자와 사에

Virgin love
- 아키모토 사야카, 이마이 유, 우메다 아야카, 오시마 유코, 오호리 메구미, 오쿠 마나미, 오노 에레나, 카사이 토모미, 코바야시 카나, 사토 나츠키, 다카다 아야나, 노로 카요, 하야노 카오루, 마스다 유카, 마츠바라 나츠미, 미야자와 사에